# Tecumapease
Tecumapease (* um 1760) war die ältere Schwester des berühmten Indianerführers Tecumseh. Sie war die Tochter des Shawnee-Häuptlings Pucksinwah, der in der Schlacht von Point Pleasant 1774 fiel, und der Methoataske, vermutlich einer Muskogee-Indianerin. Tecumapease war mit Wasebogeah verheiratet, einem Freund Tecumsehs, der neben ihm in der Schlacht am Thames River 1813 fiel. 
Tecumapease hatte die Führerschaft bei den Frauen ihres Volkes als weiblicher „Häuptling“ inne. So war sie unter anderem auch die Führerin von Delegationen (u. a. nach Québec). Sie war eine besonders schöne und warmherzige Frau, die sehr wahrscheinlich Tecumseh zu konsequent humaner Haltung und Großherzigkeit auch seinen Feinden gegenüber erzogen hatte.